# Ретель (округ)
Округ Ретель (фр. Arrondissement de Rethel) — округ у Франції, в департаменті Арденни. 2023 року округ об'єднував 101 муніципалітет, населення становило 37 382 особи.
Адміністративний центр (супрефектура) — Ретель.

## Муніципалітети
Список муніципалітетів округу та їхні коди INSEE:
1. Авансон (08038)
2. Аво (08039)
3. Аленкур (08005)
4. Амань (08008)
5. Амблі-Флері (08010)
6. Аннель (08014)
7. Аннонь-Сен-Ремі (08210)
8. Аньїкур (08205)
9. Арнікур (08021)
10. Асі-Романс (08001)
11. Асфельд (08024)
12. Балам (08044)
13. Банонь-Рекувранс (08046)
14. Барбі (08048)
15. Берньїкур (08060)
16. Бертонкур (08062)
17. Б'єрм (08064)
18. Біньїкур (08066)
19. Бланзі-ла-Салоннез (08070)
20. Брієнн-сюр-Ен (08084)
21. Вазіньї (08499)
22. Ваньон (08496)
23. В'є-лез-Асфельд (08473)
24. В'єль-Сен-Ремі (08472)
25. Віллер-деван-ле-Тур (08476)
26. Віллер-ле-Турнер (08479)
27. Віль-сюр-Ретурн (08484)
28. Віньїкур (08500)
29. Во-ле-Рюбіньї (08465)
30. Во-Монтрей (08467)
31. Гомон (08195)
32. Граншам (08196)
33. Дрез (08146)
34. Ду (08144)
35. Думелі-Беньї (08143)
36. Еклі (08150)
37. Ер (08004)
38. Ерпі-л'Арлезьєнн (08225)
39. Живрон (08192)
40. Жунівіль (08239)
41. Жустін-Ербіньї (08240)
42. Іномон (08234)
43. Конде-ле-Ерпі (08126)
44. Корні-Машероменій (08132)
45. Кусі (08133)
46. Ла-Невіль-ан-Турн-а-Фюї (08320)
47. Ла-Невіль-ле-Вазіньї (08323)
48. Ла-Романь (08369)
49. Ле-Тур (08451)
50. Ле-Шатле-сюр-Ретурн (08111)
51. Л'Екай (08148)
52. Люкі (08262)
53. Мемон (08288)
54. Меній-Аннель (08286)
55. Меній-Лепінуа (08287)
56. Мон-Лоран (08306)
57. Монмеян (08307)
58. Нантей-сюр-Ен (08313)
59. Невізі (08324)
60. Нефліз (08314)
61. Нові-Шеврієр (08330)
62. Новіон-Порсьян (08329)
63. Обонкур-Возель (08027)
64. Оссонс (08032)
65. Отвіль (08219)
66. Перт (08339)
67. Пуалькур-Сідне (08340)
68. Пюїзе (08348)
69. Ремокур (08356)
70. Реннвіль (08360)
71. Ретель (08362)
72. Рокіньї (08366)
73. Руазі (08368)
74. Рюбіньї (08372)
75. Севіньї-Валепп (08418)
76. Сей (08416)
77. Сен-Жан-о-Буа (08382)
78. Сен-Жерменмон (08381)
79. Сен-Кантен-ле-Петі (08396)
80. Сен-Лу-ан-Шампань (08386)
81. Сен-Ремі-ле-Петі (08397)
82. Сен-Ферже (08380)
83. Серенкур (08413)
84. Сері (08415)
85. Со-ле-Ретель (08403)
86. Со-Сен-Ремі (08404)
87. Сольс-Монклен (08402)
88. Сон (08426)
89. Сорбон (08427)
90. Сорсі-Ботемон (08428)
91. Таньон (08435)
92. Тезі (08438)
93. Тюньї-Трюньї (08452)
94. Удійкур (08229)
95. Фессо (08163)
96. Фо (08165)
97. Фраїкур (08178)
98. Шапп (08102)
99. Шато-Порсьян (08107)
100. Шенуа-Обонкур (08117)
101. Шомон-Порсьян (08113)